# Bičići
Bičići (en italien : Bicici) est une localité de Croatie située en Istrie, dans la municipalité de Barban, dans le comitat d'Istrie. En 2001, la localité comptait 88 habitants.

## Démographie
| 1948 | 1953 | 1961 | 1971 | 1981 | 1991 | 2001 |
| ---- | ---- | ---- | ---- | ---- | ---- | ---- |
| 158  | 148  | 127  | 91   | 83   | 96   | 88   |